# David Gardiner Tyler

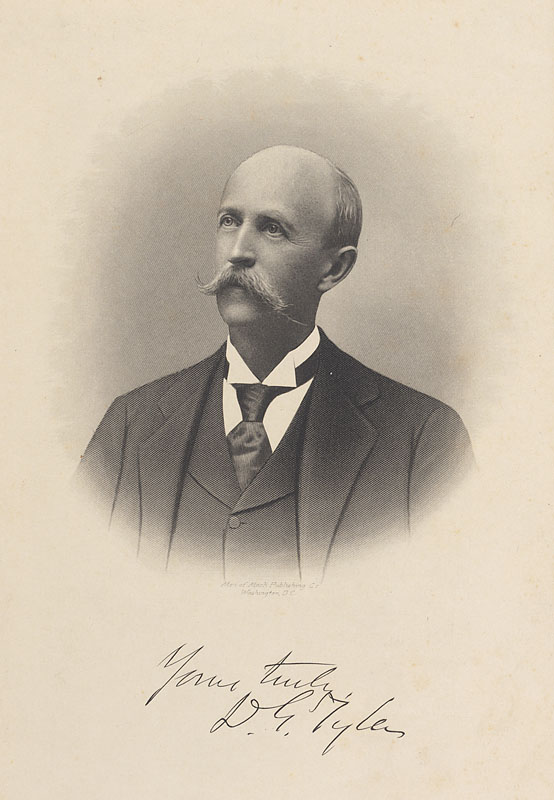
David Gardiner Tyler

David Gardiner Tyler (* 12. Juli 1846 in East Hampton, New York; † 5. September 1927 im Charles City County, Virginia) war ein US-amerikanischer Politiker. Zwischen 1893 und 1897 vertrat er den Bundesstaat Virginia im US-Repräsentantenhaus.

## Werdegang
David Tyler war der Sohn des früheren US-Präsidenten John Tyler und seiner Ehefrau Julia. Er besuchte eine private Schule im Charles City County und studierte danach am Washington College, der späteren Washington and Lee University in Lexington. Während des  Bürgerkrieges diente Tyler zwischen 1863 und 1865 im Heer der Konföderation. Nach dem Krieg ging er für zwei Jahre nach Europa, wo er in Karlsruhe im damaligen Großherzogtum Baden an der Polytechnischen Schule studierte. Nach einem anschließenden Jurastudium am Washington College und seiner 1870 erfolgten Zulassung als Rechtsanwalt begann er in Richmond in diesem Beruf zu arbeiten. Zwischen 1884 und 1887 leitete er die staatliche Nervenheilanstalt in Williamsburg. Gleichzeitig schlug er als Mitglied der Demokratischen Partei eine politische Laufbahn ein. In den Jahren 1891 und 1892 gehörte er dem Senat von Virginia an.
Bei den Kongresswahlen des Jahres 1892 wurde Tyler im zweiten Wahlbezirk von Virginia in das US-Repräsentantenhaus in Washington, D.C. gewählt, wo er am 4. März 1893 die Nachfolge von John W. Lawson antrat. Nach einer Wiederwahl konnte er bis zum 3. März 1897 zwei Legislaturperioden im Kongress absolvieren. Im Jahr 1896 wurde er von seiner Partei nicht mehr zur Wiederwahl nominiert.
Nach dem Ende seiner Zeit im US-Repräsentantenhaus praktizierte David Tyler wieder als Anwalt. Zwischen 1900 und 1904 saß er nochmals im Senats von Virginia. Von 1904 bis zu seinem Tod war er Richter im 14. Gerichtsbezirk seines Staates. Er starb am 5. September 1927 auf seinem Anwesen Sherwood Forest; mit seiner Frau Mary Jones hatte er vier Kinder.